# Laos ai Giochi della XXII Olimpiade
Il Laos partecipò ai Giochi della XXII Olimpiade, svoltisi a Mosca, Unione Sovietica, dal 19 luglio al 3 agosto 1980, con una delegazione di 19 atleti impegnati in trediscipline.